# 1. Kongres Stanów Zjednoczonych
1. Kongres Stanów Zjednoczonych – pierwsza kadencja amerykańskiej federalnej władzy ustawodawczej trwająca od 4 marca 1789 roku do 3 marca 1791 roku. W skład Kongresu Stanów Zjednoczonych wchodziły dwie izby: Senat Stanów Zjednoczonych oraz Izba Reprezentantów Stanów Zjednoczonych.

## Posiedzenia
Podczas 1. Kongresu Stanów Zjednoczonych miały miejsce trzy posiedzenia.
- Pierwsze posiedzenie trwało od 4 marca 1789 roku do 29 września 1789 roku i miało miejsce w Nowym Jorku.
- Drugie posiedzenie trwało od 4 stycznia 1790 roku do 12 sierpnia 1790 roku i miało miejsce w Nowym Jorku.
- Trzecie posiedzenie trwało od 6 grudnia 1790 roku do 3 marca 1791 roku i miało miejsce w Filadelfii.

## Senat Stanów Zjednoczonych
Na inauguracyjną sesję w środę 4 marca 1789 roku przybyło zaledwie 8 senatorów i nie uzyskano kworum. Także w kolejnych dniach nie udało się zgromadzić większości. Kworum po raz pierwszy uzyskano w poniedziałek 6 kwietnia 1789 roku. Przewodniczącym pro tempore Senatu wybrano Johna Langdona reprezentującego stan New Hampshire.
Pierwsza sesja obu izb odbyła się 6 kwietnia 1789 roku. W jej trakcie otworzono i policzono głosy oddane przez Kolegium Elektorów Stanów Zjednoczonych na prezydenta i wiceprezydenta Stanów Zjednoczonych. Wiceprezydent John Adams zgodnie z Konstytucją Stanów Zjednoczonych objął obowiązki przewodniczącego Senatu we wtorek 21 kwietnia.
Z kolei 15 maja zgodnie z trzecim paragrafem pierwszego artykułu Konstytucji Senat zadecydował poprzez losowanie o podziale senatorów na klasy. Senatorami 1. klasy, których kadencja wygasała 3 marca 1791 roku, wylosowano senatorów Carrolla, Daltona, Ellswortha, Elmera, Maclaya, Reada i Graysona. Senatorami 2. klasy, których kadencja wygasała 3 marca 1793 roku, wylosowano senatorów Bassetta, Butlera, Fewa, Lee, Stronga, Patersona i Wingate’a. Senatorami 3. klasy, których kadencja wygasała 3 marca 1795 roku, wylosowano senatorów Gunna, Henry’ego, Johnsona, Izarda, Langdona i Morrisa.
Od początku w obradach senatu uczestniczyli przedstawiciele dziesięciu stanów: Connecticut, Delaware, Georgii, Karoliny Południowej, Marylandu, Massachusetts, New Hampshire, New Jersey, Pensylwanii i Wirginii. W czerwcu 1789 roku w skład senatu zostali zaprzysiężeni przedstawiciele stanu Nowy Jork, w styczniu 1790 roku przedstawiciele Karoliny Północnej, a w czerwcu 1790 roku przedstawiciele stanu Rhode Island.

### Skład Senatu
| Stan                | Klasa | Senator                        | Uwagi                                                                                       |
| ------------------- | ----- | ------------------------------ | ------------------------------------------------------------------------------------------- |
| Connecticut         | 1     | Oliver Ellsworth               |                                                                                             |
| Connecticut         | 3     | William Samuel Johnson         |                                                                                             |
| Delaware            | 2     | Richard Bassett                |                                                                                             |
| Delaware            | 1     | George Read                    |                                                                                             |
| Georgia             | 2     | William Few                    |                                                                                             |
| Georgia             | 3     | James Gunn                     |                                                                                             |
| Karolina Południowa | 2     | Pierce Butler                  |                                                                                             |
| Karolina Południowa | 3     | Ralph Izard                    |                                                                                             |
| Karolina Północna   | 3     | Benjamin Hawkins               | Objął urząd 13 stycznia 1790 roku.                                                          |
| Karolina Północna   | 2     | Samuel Johnston                | Objął urząd 29 stycznia 1790 roku.                                                          |
| Maryland            | 1     | Charles Carroll (z Carrollton) |                                                                                             |
| Maryland            | 3     | John Henry                     |                                                                                             |
| Massachusetts       | 1     | Tristram Dalton                |                                                                                             |
| Massachusetts       | 2     | Caleb Strong                   |                                                                                             |
| New Hampshire       | 3     | John Langdon                   |                                                                                             |
| New Hampshire       | 2     | Paine Wingate                  |                                                                                             |
| New Jersey          | 1     | Jonathan Elmer                 |                                                                                             |
| New Jersey          | 2     | William Paterson               | Zrezygnował 13 listopada 1790, aby objąć urząd gubernatora New Jersey                       |
| New Jersey          | 2     | Philemon Dickinson             | Wybrany na miejsce opróżnione przez Williama Patersona. Objął urząd 6 grudnia 1790 roku.    |
| Nowy Jork           | 3     | Rufus King                     | Objął urząd 25 lipca 1789 roku.                                                             |
| Nowy Jork           | 1     | Philip John Schuyler           | Objął urząd 27 lipca 1789 roku.                                                             |
| Pensylwania         | 1     | William Maclay                 |                                                                                             |
| Pensylwania         | 3     | Robert Morris                  |                                                                                             |
| Rhode Island        | 1     | Theodore Foster                | Objął urząd 25 czerwca 1790 roku.                                                           |
| Rhode Island        | 2     | Joseph Stanton Jr.             | Objął urząd 25 czerwca 1790 roku.                                                           |
| Wirginia            | 1     | William Grayson                | Zmarł 12 marca 1790 roku.                                                                   |
| Wirginia            | 1     | John Walker                    | Mianowany na miejsce opróżnione przez Williama Graysona. Objął urząd 26 kwietnia 1790 roku. |
| Wirginia            | 1     | James Monroe                   | Wybrany na miejsce opróżnione przez Johna Walkera. Objął urząd 6 grudnia 1790 roku.         |
| Wirginia            | 2     | Richard Henry Lee              |                                                                                             |

## Izba Reprezentantów Stanów Zjednoczonych
Na inauguracyjną sesję w środę 4 marca 1789 roku przybyło zaledwie 13 członków izby i nie uzyskano kworum. Także w kolejnych dniach nie udało się zgromadzić większości. Kworum po raz pierwszy uzyskano 1 kwietnia 1789 roku. Spikerem Izby Reprezentantów wybrano Fredericka Augustusa Conrada Muhlenberga reprezentującego stan Pensylwania.

### Skład Izby Reprezentantów
| Stan                | Dystrykt | Kongresmen                           | Uwagi                                                                                      |
| ------------------- | -------- | ------------------------------------ | ------------------------------------------------------------------------------------------ |
| Connecticut         | 1        | Benjamin Huntington                  |                                                                                            |
| Connecticut         | 2        | Roger Sherman                        |                                                                                            |
| Connecticut         | 3        | Jonathan Sturges                     |                                                                                            |
| Connecticut         | 4        | Jonathan Trumbull Jr.                |                                                                                            |
| Connecticut         | 5        | Jeremiah Wadsworth                   |                                                                                            |
| Delaware            | 1        | John Vining                          |                                                                                            |
| Georgia             | 1        | James Jackson                        |                                                                                            |
| Georgia             | 2        | Abraham Baldwin                      |                                                                                            |
| Georgia             | 3        | George Mathews                       |                                                                                            |
| Karolina Południowa | 1        | William Loughton Smith               |                                                                                            |
| Karolina Południowa | 2        | Aedanus Burke                        |                                                                                            |
| Karolina Południowa | 3        | Daniel Huger                         |                                                                                            |
| Karolina Południowa | 4        | Thomas Sumter                        |                                                                                            |
| Karolina Południowa | 5        | Thomas Tudor Tucker                  |                                                                                            |
| Karolina Północna   | 1        | John Baptista Ashe                   | Objął urząd 24 marca 1790 roku.                                                            |
| Karolina Północna   | 2        | Hugh Williamson                      | Objął urząd 19 marca 1790 roku.                                                            |
| Karolina Północna   | 3.       | Timothy Bloodworth                   | Objął urząd 6 kwietnia 1790 roku.                                                          |
| Karolina Północna   | 4        | John Steele                          | Objął urząd 19 kwietnia 1790 roku.                                                         |
| Karolina Północna   | 5        | John Sevier                          | Objął urząd 16 czerwca 1790 roku.                                                          |
| Maryland            | 1        | Michael J. Stone                     |                                                                                            |
| Maryland            | 2        | Joshua Seney                         |                                                                                            |
| Maryland            | 3        | Benjamin Contee                      |                                                                                            |
| Maryland            | 4        | William Smith                        |                                                                                            |
| Maryland            | 5        | George Gale                          |                                                                                            |
| Maryland            | 6        | Daniel Carroll                       |                                                                                            |
| Massachusetts       | 1        | Fisher Ames                          |                                                                                            |
| Massachusetts       | 2        | Benjamin Goodhue                     |                                                                                            |
| Massachusetts       | 3        | Elbridge Gerry                       |                                                                                            |
| Massachusetts       | 4        | Theodore Sedgwick                    |                                                                                            |
| Massachusetts       | 5        | George Partridge                     | Zrezygnował 14 sierpnia 1790 roku.                                                         |
| Massachusetts       | 6        | George Thatcher                      |                                                                                            |
| Massachusetts       | 7        | George Leonard                       |                                                                                            |
| Massachusetts       | 8        | Jonathan Grout                       |                                                                                            |
| New Hampshire       | 1        | Abiel Foster                         |                                                                                            |
| New Hampshire       | 2        | Nicholas Gilman                      |                                                                                            |
| New Hampshire       | 3        | Samuel Livermore                     |                                                                                            |
| New Jersey          | A        | Elias Boudinot                       |                                                                                            |
| New Jersey          | B        | Lambert Cadwalader                   |                                                                                            |
| New Jersey          | C        | James Schureman                      |                                                                                            |
| New Jersey          | D        | Thomas Sinnickson                    |                                                                                            |
| Nowy Jork           | 1        | William Floyd                        |                                                                                            |
| Nowy Jork           | 2        | John Laurance                        |                                                                                            |
| Nowy Jork           | 3        | Egbert Benson                        |                                                                                            |
| Nowy Jork           | 4        | John Hathorn                         | Objął urząd 23 kwietnia 1789 roku                                                          |
| Nowy Jork           | 5        | Peter Silvester                      | Objął urząd 22 kwietnia 1789 roku                                                          |
| Nowy Jork           | 6        | Jeremiah Van Rensselaer              | Objął urząd 9 maja 1789 roku                                                               |
| Pensylwania         | 1        | George Clymer                        |                                                                                            |
| Pensylwania         | 2        | Thomas Fitzsimons                    |                                                                                            |
| Pensylwania         | 3        | Thomas Hartley                       |                                                                                            |
| Pensylwania         | 4        | Daniel Hiester                       |                                                                                            |
| Pensylwania         | 5        | Frederick Augustus Conrad Muhlenberg | Spiker Izby Reprezentantów                                                                 |
| Pensylwania         | 6        | Peter Muhlenberg                     |                                                                                            |
| Pensylwania         | 7        | Thomas Scott                         |                                                                                            |
| Pensylwania         | 8        | Henry Wynkoop                        |                                                                                            |
| Rhode Island        | 1        | Benjamin Bourne                      | Objął urząd 17 grudnia 1790 roku.                                                          |
| Wirginia            | 1        | Alexander White                      |                                                                                            |
| Wirginia            | 2        | John Brown                           |                                                                                            |
| Wirginia            | 3        | Andrew Moore                         |                                                                                            |
| Wirginia            | 4        | Richard Bland Lee I                  |                                                                                            |
| Wirginia            | 5        | James Madison                        |                                                                                            |
| Wirginia            | 6        | Isaac Coles                          |                                                                                            |
| Wirginia            | 7        | John Page                            |                                                                                            |
| Wirginia            | 8        | Josiah Parker                        |                                                                                            |
| Wirginia            | 9        | Theodorick Bland                     | Zmarł 1 czerwca 1790 roku.                                                                 |
| Wirginia            | 9        | William Branch Giles                 | Mianowany na miejsce opróżnione przez Theodoricka Blanda. Objął urząd 7 grudnia 1790 roku. |
| Wirginia            | 10       | Samuel Griffin                       |                                                                                            |